# Rufus Gifford
John Rufus Gifford (sinh ngày 5 tháng 8 năm 1974) là một chính khách, nhà ngoại giao và nhân vật truyền hình thực tế người Mỹ. Từ năm 2013 đến năm 2017, ông là Đại sứ Hoa Kỳ tại Đan Mạch.
Năm 2012, Gifford là Giám đốc Tài chính cho chiến dịch tái tranh cử tổng thống của Barack Obama. Sau khi tái đắc cử, Obama đã đề cử ông làm Đại sứ Hoa Kỳ tại Đan Mạch, một chức vụ mà ông giữ cho đến cuối nhiệm kỳ tổng thống của Obama. Sau khi trở về Hoa Kỳ, ông là ứng cử viên của Hạ viện vào năm 2018, tranh cử tại khu vực quốc hội số 3 của Massachusetts. Gifford đã thua trong cuộc bầu cử sơ bộ của đảng Dân chủ trước Lori Trahan, người sẽ tiếp tục giành chiến thắng trong cuộc tổng tuyển cử.
Ông là Phó Giám đốc Chiến dịch cho chiến dịch tranh cử tổng thống năm 2020 của Joe Biden, Có thông tin cho rằng ông sẽ phục vụ trong chính quyền Biden tại Bộ Ngoại giao với tư cách là Trưởng Lễ tân.

## Đầu đời và giáo dục
Gifford lớn lên ở Manchester-by-the-Sea, Massachusetts. Ông tốt nghiệp Trường St. Paul's ở Concord, New Hampshire năm 1992 và ông nhận bằng B.A. từ Đại học Brown ở Rhode Island.
Sau khi học đại học, Gifford chuyển đến Hollywood và làm trợ lý cho nhà sản xuất John Davis. Trong thời gian ở đó, ông trở thành nhà sản xuất liên kết cho Daddy Day Care, Life or Something Like It, và Dr. Dolittle 2, và xuất hiện như một diễn viên trong các bộ phim Garfield: The Movie and The Hiding Place.

## Gia đình và đời tư
Gifford là người đồng tính, và các nhà bình luận từ GQ, Huffington Post, và L.A. Weekly gọi ông là "đại sứ" không chính thức của Barack Obama cho cộng đồng đồng tính." Ông là Thành viên Câu lạc bộ Liên bang của Human Rights Campaign và là Đối tác Bảo tồn Quỹ Động vật hoang dã Thế giới.
Gifford kết hôn với chồng mình, Tiến sĩ Stephen DeVincent, bác sĩ thú y, vào ngày 10 tháng 10 năm 2015 trong một buổi lễ tại Tòa thị chính Copenhagen ở Copenhagen, Đan Mạch. Họ sống ở Concord, Massachusetts. Năm 2016, Gifford đã cùng viết một cuốn sách nấu ăn với chồng mình, được gọi là Nhà bếp của Đại sứ.
Gifford là con trai của Charles K. Gifford, một nhân viên ngân hàng, là chủ tịch của Bank of America.